# Azeglio
Azeglio es una localidad y comune italiana de la provincia de Turín, región de Piamonte, con 1.371 habitantes.

## Evolución demográfica
| Gráfica de evolución demográfica de Azeglio entre 1861 y 2001 |
|                                                               |
| Fuente ISTAT - elaboración gráfica de Wikipedia               |